# Schopfaffe
Der Schopfaffe oder Schopfmakak (Macaca nigra) ist eine Primatenart aus der Gattung der Makaken innerhalb der Familie der Meerkatzenverwandten (Cercopithecidae). Schopfaffen leben im Nordosten der nördlichen Halbinsel der indonesischen Insel Sulawesi (Celebes) sowie auf den kleineren Nachbarinseln Manado Tua und Talise und auf der Molukkeninsel Bacan, wo sie vom Menschen eingeführt wurden.

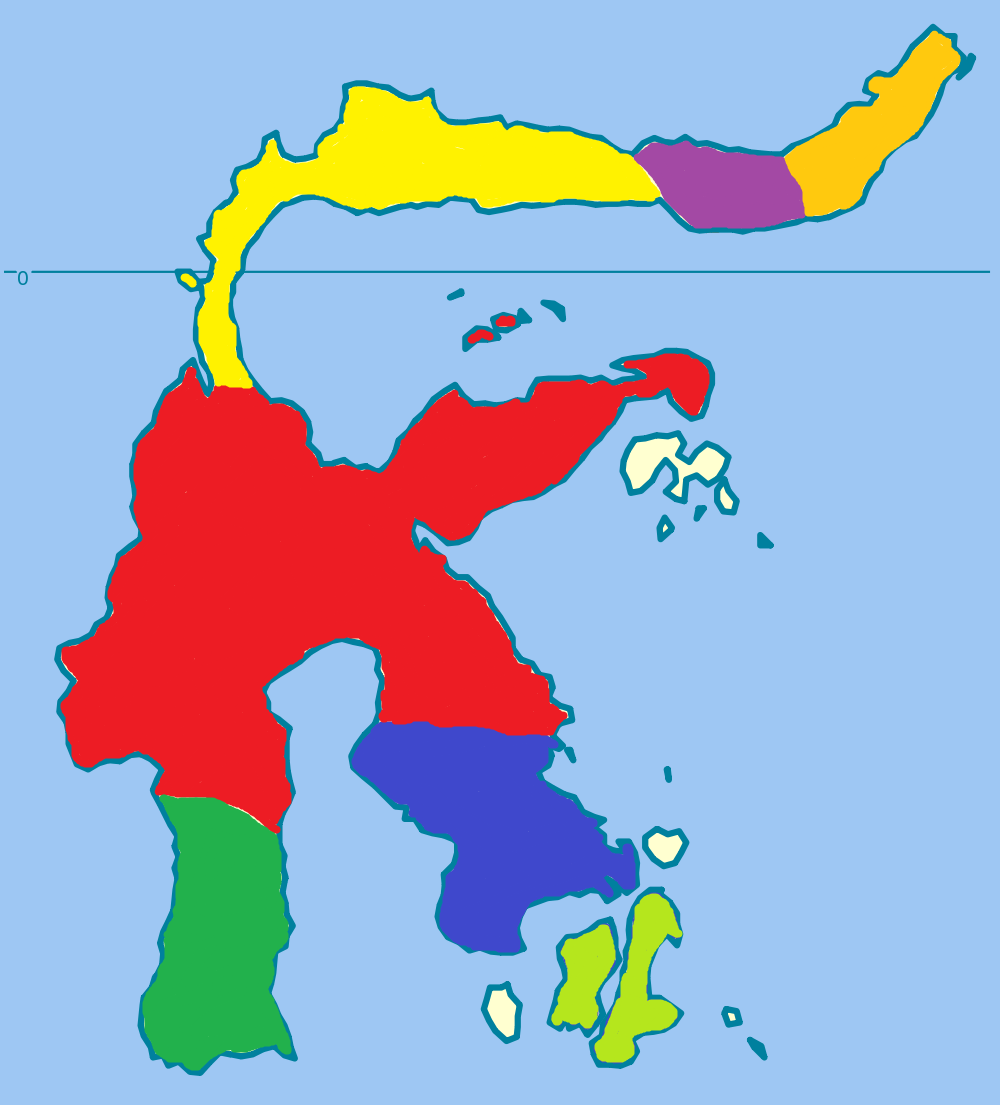
Orange das Verbreitungsgebiet des Schopfaffen

## Beschreibung
Ihr Fell ist mit Ausnahme einiger weißer Haare im Schulterbereich tiefschwarz, ebenso das haarlose oder nur von kurzen Haaren bedeckte Gesicht. Jungtiere haben ein pinkfarbenes Gesicht. Die Regelschwellung der Weibchen ist nierenförmig und rosig gefärbt. Anus und Skrotum sind rot. Auffällig sind die lange Schnauze mit den besonders bei adulten Männchen hohen Backenleisten und der 5 bis 15 cm lange Haarschopf an der Oberseite des Kopfes. Der Schwanz ist nur ein rund 2 Zentimeter langer Stummel. Mit einer Kopfrumpflänge von 45 bis 57 Zentimeter und einem Gewicht von 5,5 bis 8 (Weibchen) bzw. 10 bis 13 Kilogramm (Männchen) gehören sie zu den kleineren Makakenarten. Vom benachbarten Gorontalo-Makak (Macaca nigrescens) ist der Schopfaffe vor allem durch seine dunklere Färbung gut zu unterscheiden.

## Lebensweise
Schopfaffen sind tagaktive Regenwaldbewohner, die Primärwälder bevorzugen, jedoch auch Sekundärwälder, frisch eingeschlagene Waldgebiete, Grasland oder vom Menschen kultiviertes Land aufsuchen, wenn Primärwald, in den sie sich zurückziehen können, in der Nähe ist. Zur Nahrungssuche und zum Schlafen halten sie sich vorwiegend in den Bäumen auf, sie kommen aber oft auf den Boden, wo sie etwa 60 % ihrer Zeit verbringen. Sie leben in großen Gruppen von 60 bis 80, gelegentlich mit mehr als 100 Tieren. Kleine Gruppen mit etwa 25 Tieren wurden jedoch auch schon beobachtet. Die Weibchen sind jedoch stets in einem Verhältnis von im Durchschnitt 2,9:1 in der Mehrheit. Die Gebiete, die von einer Gruppe genutzt werden, haben eine Fläche von 74 bis 350 ha, abhängig von der Gruppengröße und der Jahreszeit. In der Regenzeit sind sie größer. Da junge Männchen ihre Geburtsgruppe nach Erreichen der Geschlechtsreife verlassen müssen, bilden sie manchmal kleine reine Männchengruppen, bevor sie Anschluss an eine bestehende gemischte Gruppe suchen. Manchmal wechseln sie auch mehrfach zwischen verschiedenen Gruppen. Das Repertoire an Kommunikationsmitteln umfasst eine Reihe von Lauten sowie mimische Ausdrucksmittel; das Präsentieren der langen Eckzähne ist beispielsweise eine deutliche Drohgebärde.

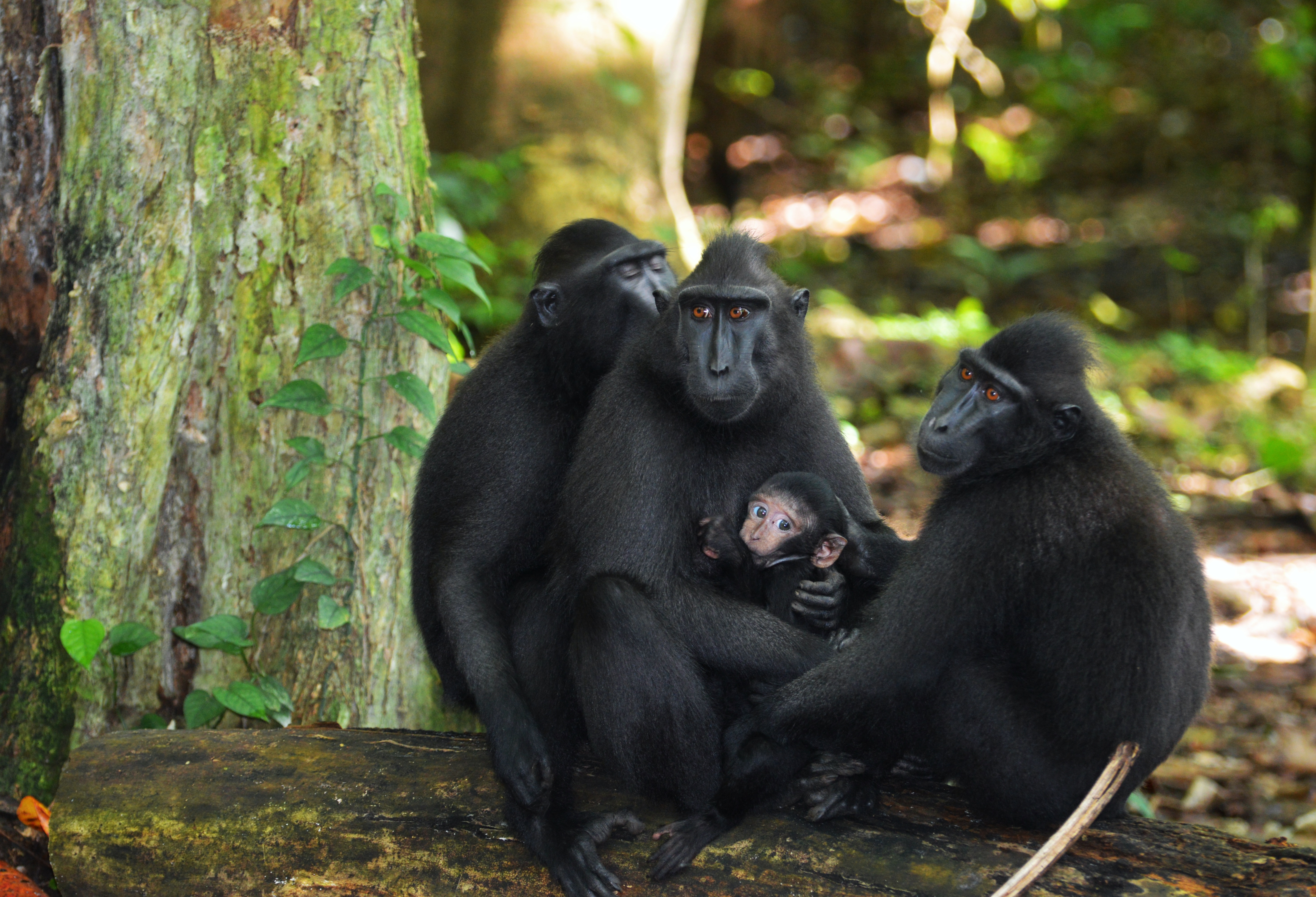
Schopfaffengruppe mit Jungtier

Verglichen mit anderen Makaken sind Schopfaffen sozial tolerant und sehr friedlich. Insgesamt ein Viertel ihrer Zeit verbringen sie mit sozialen Aktivitäten vor allem mit gegenseitiger Körperpflege. Konflikte zwischen zwei Tieren werden meist nur mit niedriger Intensität ausgetragen und enden in einer gemeinsamen Versöhnung. Im Unterschied zu vielen anderen Affenarten ist auch eine soziale Interaktion zwischen Weibchen verschiedener Verwandtschaftsgruppen häufig zu beobachten. Männchen können dagegen in Rangkämpfe verwickelt werden, die auch zu Verletzungen führen.

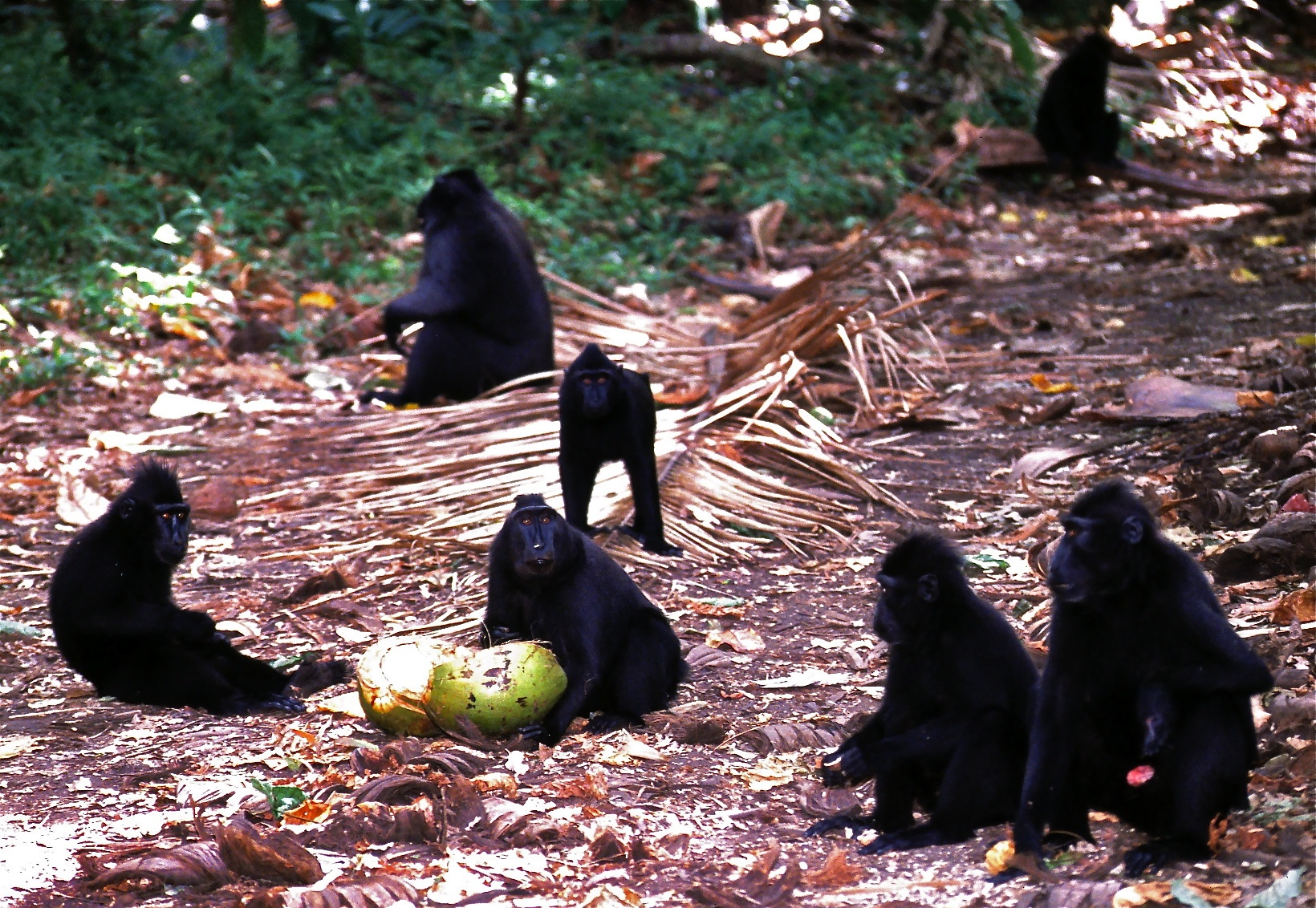
Schopfaffengruppe mit geöffneter Kokosnuss

Die Nahrung der Schopfaffen besteht zu fast zwei Drittel aus Früchten. Wirbellose, wie Insekten (zum Beispiel Raupen), machen fast ein Drittel ihrer Ernährung aus. Der Rest der Nahrung besteht aus Blättern, Knospen, Vogeleiern und kleinen Wirbeltieren, wie Frösche, Echsen, Schlangen und Fledermäuse. Gelegentlich werden Plantagen aufgesucht um Kokosnüsse, Mangos, die Früchte der Zuckerpalme oder andere landwirtschaftliche Produkte zu fressen.

## Fortpflanzung

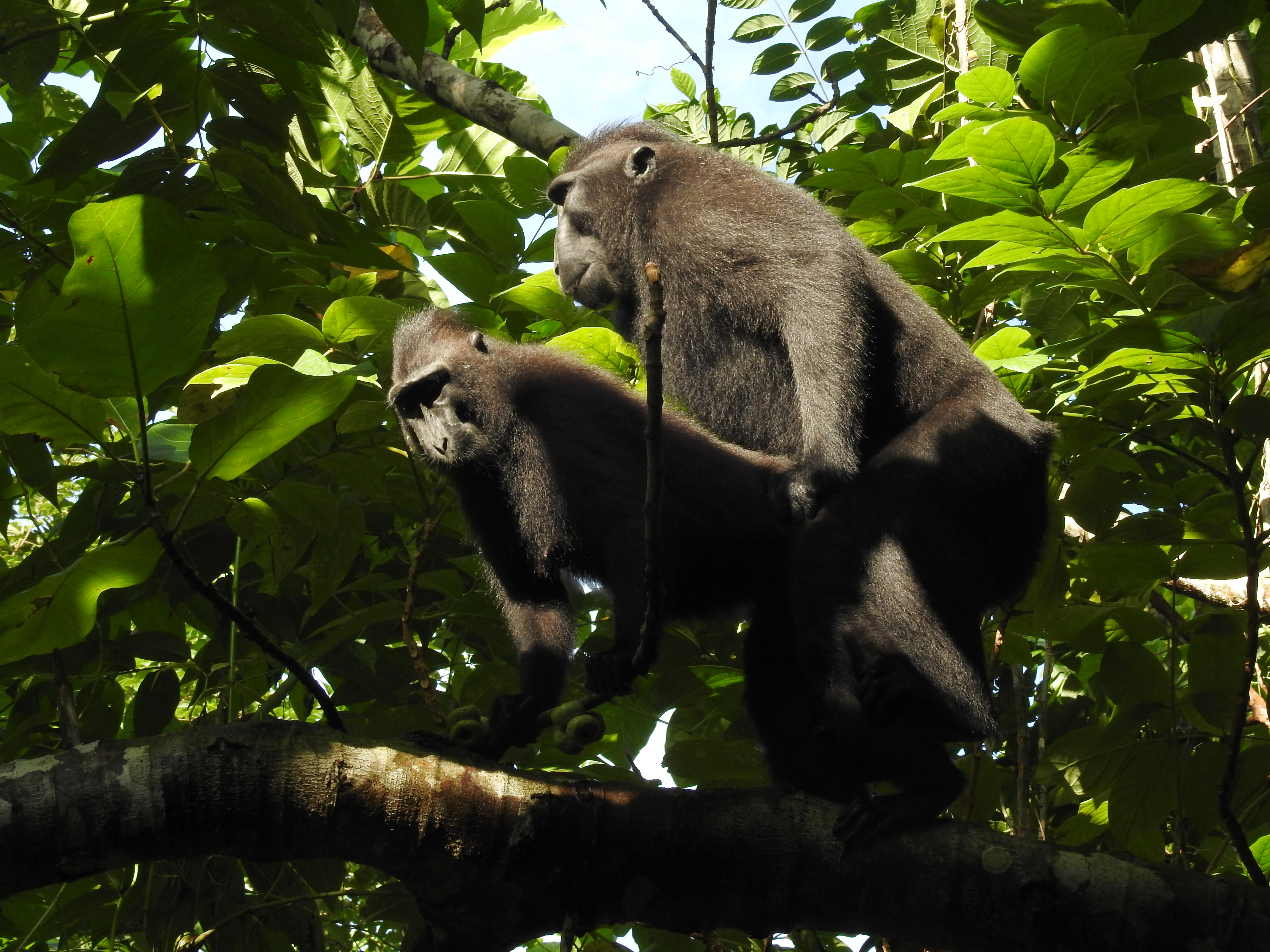
Kopulierende Schopfaffen

Die Empfängnisbereitschaft der Weibchen wird durch eine deutliche Regelschwellung angezeigt, bei der sich die unbehaarte Afterregion rötlich färbt, was bei der schwarzen Fellfarbe besonders auffällig ist. Während der Kopulation stoßen die Tiere laute Rufe aus. Die Tragzeit beträgt rund 175 Tage. Schopfaffen vermehren sich das ganze Jahr über, drei Viertel der Jungtiere werden aber in der Regenzeit von Dezember bis Juni geboren, da dann das Nahrungsangebot größer ist. Jungtiere werden rund ein Jahr gesäugt und werden mit 3 bis 4 Jahren geschlechtsreif, Weibchen etwas früher als Männchen. Der durchschnittliche Abstand zwischen zwei Geburten beträgt 22 Monate. Die Lebenserwartung der Schopfaffen kann mit rund 20 Jahren nur geschätzt werden.

## Bedrohung

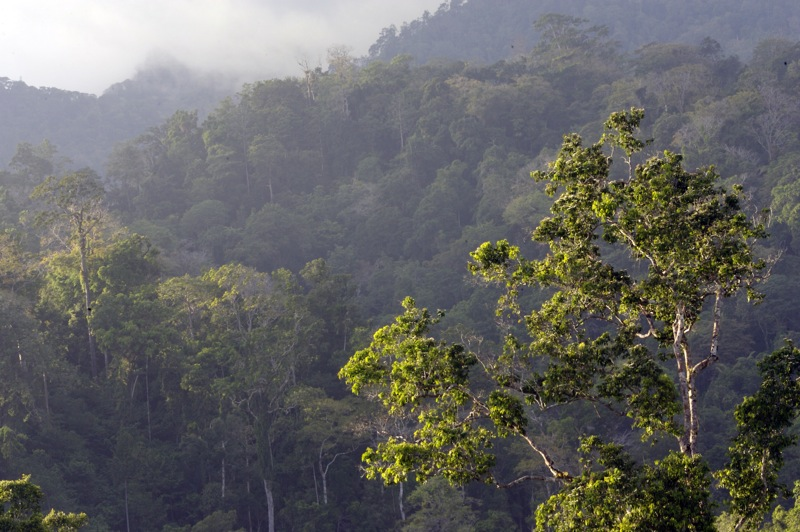
Regenwald im Schutzgebiet Tangkoko Duasaudara. Lebensraum von Schopfaffen.

Schopfaffen werden gejagt, einerseits weil sie manchmal Plantagen und Felder verwüsten, andererseits wegen ihres Fleisches, das als Delikatesse gilt. Die Abholzung der Regenwälder und immer mehr fortschreitende Zersiedelung stellen ein zusätzliches Problem dar. Der Bestand ging seit 1978 um 85 % zurück. Die größte Population lebt heute im Schutzgebiet Tangkoko Duasaudara. Aber nur etwa 3600 ha des Schutzgebietes werden vom Schopfaffen bewohnt. Von allen sechs Makakenarten Sulawesis ist der Schopfaffe  am meisten bedroht. Etwas besser ist ihre Situation auf den kleinen Nachbarinseln von Sulawesi, da diese wenig besiedelt sind. Auf Bacan, wo der Bestand 1998 auf 100.000 Individuen geschätzt wurde, ist der Bestand des Schopfaffen sicherer. Allerdings weist er nur eine geringe genetische Variabilität auf, da die vom Menschen eingeführte Gründerpopulation nur klein war. Die IUCN, die nur den Bestand auf Sulawesi und den Nachbarinseln bewertet, stuft den Schopfaffen als vom Aussterben bedroht (critically endangered) ein.